# Cratichneumon doliturus
Cratichneumon doliturus là một loài tò vò trong họ Ichneumonidae.